# Plac Mariana Rapackiego w Toruniu
Plac Mariana Rapackiego – plac położony w centrum Torunia.

## Historia
W średniowieczu na obszarze dzisiejszego placu zakładano ogrody, sady i winnice. Plac powstał po rozebraniu zachodniego odcinka murów miejskich i zniwelowaniu fosy. W ciągu kolejnych lat zmieniał swoją formę. W 1901 roku na ulicę Kopernika wprowadzono tramwaje elektryczne, które przejeżdżały przez plac. W 1906 roku na jego północnym skraju powstał budynek Banku Rzeszy (obecnie Collegium Maximum UMK). W roku 1911 dokonano przebicia pod kamienicami we wschodniej pierzei placu, tworząc tym samym dogodne połączenie ze Starym Miastem. Tak powstałym Łukiem Cezara w 1936 roku poprowadzono dwutorową linię tramwajową, którą zlikwidowano w 1970 roku.
W 1931 roku bezimienny dotąd teren nazwano placem Bankowym. W drugiej połowie lat 30. podczas przebudowy Łuku Cezara uporządkowano plac, który wcześniej borykał się m.in. ze szpecącymi reklamami.
Podczas II wojny światowej plac nosił nazwę Horst-Wessel-Platz, na cześć niemieckiego nazisty Horsta Ludwiga Wessela, zamordowanego przez komunistów w 1930 roku. W 1943 roku niemieckie władze okupacyjne planowały postawić na skwerze przy placu pomnik Mikołaja Kopernika, z okazji 470. rocznicy urodzin uczonego. Autorem monumentu był austriacki rzeźbiarz Josef Thorak. Nowy pomnik miał być bardziej „germański” od istniejącego. 24 maja 1943 roku namiestnik Okręgu Rzeszy-Gdańsk Prusy Zachodnie Albert Forster dokonał wmurowania kamienia węgielnego pod przyszły pomnik. W tym samym roku Thorak zdążył odsłonić w Toruniu gipsową rzeźbę. Właściwy pomnik powstał w 1950 roku i stanął w Salzburgu. Ponadto niemieckie władze okupacyjne planowały budowę nowego układu komunikacyjnego w centrum Torunia. Według planów plac miał być przesunięty na zachód.
Po II wojnie światowej placu nadano imię Mariana Rapackiego. Na co dzień posługuje się jednak skróconą nazwą „plac Rapackiego”, przez co część osób sądzi, że patronem placu jest Wincenty Rapacki, znany aktor i reżyser.
W budynku o numerze 4 (obok Łuku Cezara) od 1960 roku mieści się Archiwum Państwowe. 15 lutego 1973 roku, w pięćsetną rocznicę urodzin Mikołaja Kopernika, na skwerze przy placu postawiono ku jego czci pomnik autorstwa Józefa Kopczyńskiego, symbolizujący układ heliocentryczny.

## Komunikacja
Z uwagi na jednolite nazewnictwo przystanków („Plac Rapackiego”) położonych po obu stronach Alei Jana Pawła II, jak również przy pobliskiej ulicy Chopina, część torunian z nazwą plac Rapackiego utożsamia skrzyżowanie dwóch wymienionych wcześniej ulic. W związku z tym, do obiektów znajdujących się przy placu Rapackiego zaliczane bywają także: odsłonięty w 2000 roku pomnik Józefa Piłsudskiego, fontanna Cosmopolis, czy figura poświęcona planetoidzie (12999) Toruń (dwie ostatnie położone są na skwerze, który w 2012 roku otrzymał imię Lucjana Broniewicza).

## Fontanna
Na placu Rapackiego mieści się fontanna, Niecka fontanny ma kształt prostokąta o wymiarach 26,80 m na 10,20 m oraz głębokości 0,70 m – objętość 191,35 m³. Znajdują się w niej cztery dysze umieszczone w jej narożnikach wraz z oprawami halogenowymi.